# Amata dissimilis
Amata dissimilis är en fjärilsart som beskrevs av Bethune-Baker 1911. Amata dissimilis ingår i släktet Amata och familjen björnspinnare. Inga underarter finns listade i Catalogue of Life.